# Подгорица (село)
Подгорица (болг. Подгорица) — село в Болгарии. Находится в Тырговиштской области, входит в общину Тырговиште. Население составляет 1022 человека (2022).

## Политическая ситуация
В местном кметстве Подгорица, в состав которого входит Подгорица, должность кмета (старосты) исполняет Хюсеин Салиев Хюсеинов (Движение за права и свободы (ДПС)) по результатам выборов правления кметства.
Кмет (мэр) общины Тырговиште — Красимир Митев Мирев (инициативный комитет) по результатам выборов в правление общины.